# Monumento a los caídos por la Silesia de Těšín
El Monumento a los caídos por la Silesia de Těšín (en checo: Pomník padlým za Těšínsko) es un monumento en la localidad de Orlová, en la República Checa realizado en conmemoración de las víctimas checas de la guerra polaco-checoslovaca y el período siguiente al llamado a plebiscito durante la disputa entre Polonia y Checoslovaquia sobre la Silesia de Těšín (1919-1920).
El monumento fue construido en 1928, fue dañado durante la anexión del territorio polaco en 1938 y reconstruido parcialmente después del final de la Segunda Guerra Mundial.